# Kokaka
Kokaka (ou Kukaka) est un village du Cameroun situé dans le département de la Meme et la Région du Sud-Ouest. Il fait partie de la commune de Konye.

## Population
En 1953 la localité comptait 332 habitants, puis 549 en 1967, principalement des Bakundu du groupe Oroko.
Lors du recensement de 2005, la localité comptait 721 personnes.